# 344P/Read
344P/Read è una cometa periodica appartenente alla famiglia delle comete gioviane; la cometa è stata scoperta il 30 settembre 2005, la sua riscoperta il 27 agosto 2016 ha permesso di numerarla. Di questa cometa sono state reperite immagini di prescoperta risalenti all'ottobre 1994 relative al passaggio al perielio precedente a quello della scoperta e addirittura al dicembre 1951, quest'ultime scoperte dall'astrofilo tedesco Maik Meyer.

## Particolarità orbitali
Unica caratteristica della cometa è di avere una MOID col pianeta Giove di sole 0,122 ua: questa relativamente piccola MOID comporta che la cometa ha passaggi ravvicinati con Giove, passaggi sufficientemente ravvicinati da portare in futuro a cambiamenti significativi della sua orbita. I prossimi passaggi ravvicinati si verificheranno il 6 agosto 2079 a 0,271 ua ed il 20 giugno 2182 a 0,229 ua.